# Zack Fair
Zack Fair (ザックス・フェア Zakkusu Fea?) es un personaje no jugable del juego Final Fantasy VII, y protagonista de una de sus precuelas, Final Fantasy VII: Crisis Core y de la OVA Final Fantasy VII: Last Order. Es un joven e impetuoso SOLDADO. Zack tiene una gran conexión con el pasado de Cloud Strife y con Sefirot. También fue novio de Aeris Gainsborough. Poseía la Espada Mortal antes que Cloud, fue un regalo de Angeal Hewley, su mentor, antes de su muerte.
Zack Fair fue el primer amor de Aeris, acompañándola aun cuando esta muere (Como se puede ver en Final Fantasy VII : Advent Children), también fue el personaje que le regaló el lazo rosa, y el que hizo que Aeris vistiera de rosa (Fue una promesa que hicieron en el parque de la barriada del del Sector 5).

## FFVII: Crisis Core
Zack nació en el pueblo de Gongaga, donde vivió hasta que se unió a las fuerzas militares de Shin-Ra; allí pasó los siguientes cuatro años bajo la tutela de Angeal Hewley con el fin de convertirse en SOLDADO de primera clase.
Por alguna razón Zack tiene habilidades especiales como soldado de nacimiento debido a que, sin necesitar energía Mako reestructurada, él es capaz de cumplir de misiones de alto rango, con la energía mako-implantada, Zack adquiere habilidades excepcionales por lo que logra ascender con mucha rapidez en SOLDADO convirtiéndose en menos de un mes, en soldado de segunda clase. 

### Guerra de Wutai
En su intento de ascender a SOLDADO de primera clase, el director Lazard lo envía, junto a su mentor Angeal a Wutai, a terminar con la guerra que mantenían con ellos. Cuando iban a finalizar la misión, Zack es atacado por unos seres que no pertenecían a Wutai. Cuando deja fuera de combate a los enemigos alguien invoca a Ifrit con el que Zack lucha hasta que cree que lo ha derrotado. Entonces Ifrit se levanta y está a punto de matarle cuando de pronto aparece Sefirot y salva a Zack. Sefirot, después de ver a los personajes que Zack había derrotado, informa de que son copias de Génesis, un SOLDADO de primera clase que había desaparecido. Con la distracción, también Angeal había desaparecido sin dejar rastro.

### Banora
De vuelta a Midgar, sin Angeal, el director Lazard explica a Zack que Genesis, al igual que Angeal, desaparecieron en combate. Los dos han desertado de SOLDADO. Como no sabe dónde se encuentra, dicen ir a buscarlo a Banora, pueblo natal de los dos. Zack es acompañado por Tseng, un Turco. Una vez en Banora, Zack conoce la madre de Angeal (Gillian Hewley), la cual será, aparentemente, asesinada por Angeal Hewley, que hará aparición, acompañado por Genesis, mostrando un ala negra. Por ello cree que es un monstruo. Tras este acontecimiento, Tseng inicia un bombardeo sobre el pueblo, a pesar de los intentos de Zack por evitarlo.

### Zack, SOLDADO de primera clase
Tras volver de Banora, el director Lazard decide subir a primera clase a Zack. Aunque Zack soñaba con ello, en estos momentos no era realmente feliz de haber ascendido por todo lo que había pasado. Justo en ese momento, el edificio Shin-Ra es atacado por copias de Genesis. Zack elimina a todos los enemigos, gracia en parte a los turcos: Tseng, Reno, Rude y Cissnei y salva a esta de una copia más fuerte que las demás.

### Reactor Mako 5
Zack recibe una llamada de Sefirot para que se dirija al Reactor Mako 5. Al entrar, Zack es atacado por un monstruo que se trata de una copia de Angeal. Al igual que Genesis, Angeal también puede ser replicado. Tras derrotar al monstruo  Sefirot le confiesa a Zack que Angeal y Genesis son sus únicos amigos por lo que siente que es su responsabilidad el detenerlos. Tras examinar la zona, descubren el laboratorio donde producen las copias, creadas por el Profesor Hollander un excientífico de Shin-Ra que había perdido su puesto ante el Profesor Hojo. Hollander consigue huir, ya que Sefirot combate contra Genesis y Zack es interceptado por Angeal. Angeal muestra que posee una ala blanca y provoca a Zack a un enfrentamiento, sin embargo, él no decide atacar a lo que Angeal realiza el primer ataque destruyendo el suelo arrojando a Zack al vacío.

### Aeris y los suburbios
Zack es despertado por Aeris, la cual le ha encontrado en su iglesia sobre sus flores. Zack se disculpa y la invita a una cita para agradecérselo. Además al ver tantas flores, le da la idea a Aeris de vender flores y llenar Midgar de flores. Desde este momento, Aeris y Zack mantendrán una relación. Nunca antes Zack había bajado a los suburbios, y Aeris nunca ha salido de ellos. Antes de marcharse, le compra un lazo, para que se acuerde de él.

### El regreso deAngeal
Tras salir de los suburbios, Zack pone dirección al edificio Shin-Ra, que vuelve a estar asediado por las copias de Genesis. Mientras iba de camino, Angeal hace presencia ante él. Le pide que vuelvan a luchar juntos y Zack acepta. Así que lo lleva volando al edificio Shin-Ra. Una vez allí, Sefirot se encargaba de proteger al Presidente, mientras Angeal y Zack van en busca de Genesis, el cual se enfrentará contra Angeal, alejándose de Zack que nuevamente ha perdido a Angeal. En ese mismo instante Aeris llama y Genesis saca una invocación, Bahamut Sumo.

### Modeoheim
El director Lazard llama a Zack para una nueva misión, han encontrado el lugar donde se esconde Genesis, está en Modeoheim. Antes de marcharse, Zack decide ir a ver a Aeris, pero antes de llegar, por una parte Angeal se le presenta diciendo que no baja y después Tseng le dice que es hora de partir. El viaje se realiza en helicóptero pero es detectado por Genesis y es derribado. Sin ningún herido, prosiguen el viaje a pie. Entre los soldados, se encuentra Cloud y desde el primer momento, Zack se muestra amigable con él. 
Encuentra el lugar donde fabrican las copias. Para entrar en la fábrica necesita infiltrarse de manera que no se congele ni lo detecten. Al adentrarse, Zack se enfrenta contra un Genesis degradado. Antes de lanzarse al vacío, Genesis explica a Zack de que él es un experimento del Proyecto G, el cual a su madre le inyectaron células G y que si el mundo ansiaba su destrucción se lo llevaría por delante para engañar a Zack y hacerle creer que iba a morir. Zack prosigue para atrapar al Profesor Hollander y se topa con Angeal. Angeal Hewley le explica que él también es un experimento del Proyecto G o Gillian, el nombre de su madre. El profesor Hollander, que no estaba muy lejos de allí, es el padre de Angeal y utilizó a su madre como experimento. Angeal comprende que tiene que ser derrotado y le pide a Zack que lo haga. A Zack no le gusta la idea pero no hay alternativa. Tras ser derrotado, Angeal Hewley, le da a Zack su espada, la espada mortal.

### Junon
Tras pasar un tiempo, Zack esta de vacaciones en Costa del Sol, siendo vigilado por Cissnei y Tseng, el cual informa que han aparecido nuevas copias de Genesis y están atacando Junon. Su objetivo es liberar al profesor Hollander. Zack va de inmediato pero no consigue frustrar el plan de fuga. Sefirot, que también se encontraba allí, informa que el director Lazard ha desertado porqué financiaba los experimento de Hollander.

### Nibelheim
Regreso a Midgar, Zack fue a ver a Aeris y acompañarla a su primera venta de flores. Aunque no por mucho tiempo, ya que Tseng le indica que Sefirot le espera para una misión, ir al reactor de Nibelheim. En ella, le acompaña Cloud, que vuelve a su pueblo natal. Allí, conoce a Tifa, que les hace de guía. En el reactor, Sefirot se extraña que en una compuerta ponga el nombre de su madre, Jenova. Genesis también hace presencia, diciendo que él también es un experimento del Proyecto J y que sus células podrían detener su degradación. Sefirot se desentiende de todo y se encierra en la biblioteca de la Mansión Shin-Ra de Nibelheim. Unos días más tarde, Sefirot enloquece a descubrir que su madre era Jenova, una proliferación rocosa y que él se trata de un Cetra o Anciano. Decide ir a ver a su madre (Jenova) para ir en busca de Tierra Prometida, destruyendo el poblado. En el reactor, Zack y Cloud consiguen detenerlo, pero salen malheridos.
Tras despertar gracias a Angeal, Zack se encuentra en un laboratorio junto a Cloud, que está aturdido por una sobredosis de Mako. Llevaban siendo experimento del profesor Hojo 4 años. Así que decide escapar.

### Gongaga
Tras huir, son perseguidos por los soldados de Shin-Ra. Pero gracias a Cissnei, consiguen una moto para poder viajar más rápido. En su viaje de vuelta a Midgar, pasan por Gongaga y Zack decide ir a ver a sus padres. No lo consigue porqué Cissnei le avisa de que está en peligro aquí. Decide irse pero se topa con Hollander, aunque degradado. Genesis le obligó a inyectarse células G y necesita a Cloud para salvarse. Zack derrota a Hollander y Cloud había sido protegido por Angeal pero degradado. No se trataba del propio Angeal sino del director Lazard, que se vio obligado a ser una copia de Angeal. Zack ve el peligro que es Genesis, y decide ir a derrotarlo para siempre y ahora sabe dónde se encuentra gracias a la pista de la Banora blanca o bobozana.

### Regreso a Banora
Zack se dio cuenta de que Genesis siempre llevaba en la mano una manzana de Banora, que solo crecen allí, así que él debe estar allí. Genesis estaba buscando el Don de la Diosa, que es relatado en el LOVELESS. Genesis es derrotado finalmente por Zack y cuando vuelve con su cuerpo, observa que Lazard también había muerto, por proteger a Cloud de Shin-Ra, además de que el monstruo creado con la esencia de Angeal Hewley carga con una carta, Zack la lee y esta resulta ser de Aeris donde declara que es la última carta que les escribirá ya que han pasado cuatro años desde que se despidieron sin contar que esta carta era la número 89 que le escribía. Tras despedirse de Genesis Zack avanza hacia Midgar, con deseo de ver a Aeris. El cuerpo de Genesis es recuperado por unos hombres de negro que resultan ser dos 1ª clase de Soldado.

### El final de Zack
Cerca de Midgar, Zack consigue una camioneta para transportarse con Cloud. Luego Zack esconde a Cloud y comienza su combate final, ya que casi todo el ejército de Shin-Ra lo estaba esperando justo en la frontera de Midgar. Tseng, Cissnei junto a Reno y Rude no logran capturar a Zack para impedir su enfrentamiento por lo que resignados deciden retirarse. Debido a que las células de JENOVA que estaban implantadas en Zack no surtieron efecto, Zack empezó a perder fuerza, vitalidad y energía por lo que fue posible para el ejército de Shin-Ra detenerlo y, al ver que Zack había eliminado a una cantidad inmensa de soldados, decidieron no capturarlo sino eliminarlo por considerarlo como una amenaza. Zack es abatido por tres soldados y herido de gravedad. Los soldados, al ver el estado crítico de Cloud, lo dejan pensando que no sobrevivirá. Momentos después, Cloud se acerca a Zack; viendo lo malherido que está, Zack le dice que le lega sus sueños, su honor, sus fuerzas y sus recuerdos, dándole la Espada Mortal diciéndole: "Por nosotros dos, tu debes vivir. Eres mi legado." y muere con una sonrisa. Cloud jura ser su legado, prometiéndole vivir por ambos gritando y llorando de impotencia al ver que su mejor amigo ha muerto. En ese momento se ve que Angeal va por Zack mientras que dice: "Esas alas, yo también las quiero, me siento bien. Aeris siente que algo muy terrible ha sucedido, ya que en el momento en el que Zack muere empieza a llover, y Aeris se echa a llorar. Como último vemos a Cloud en el tren de Shin-Ra haciendo la entrada triunfal de Zack al inicio de la historia siendo ésta la escena introductoria a Final Fantasy VII.

## Otras apariciones
- Final Fantasy VII Remake: Aparece al final de la primera parte de Final Fantasy Remake, cuando Cloud, Barret, Aeris, Tifa y Red XIII logran alterar el destino. Esta alteración del destino parece repercutir también en el pasado, en tanto se muestra un pasado alternativo en el que Zack ha sobrevivido a la batalla que causó su muerte.

- Final Fantasy VII: Last Order: Narra la historia de Zack, viajando a Midgar, junto a Cloud (que está aturdido) y siendo perseguido por las fuerzas militares de Shin-Ra. Mientras viajan, recuerdan el combate realizado contra Sefirot en el reactor Mako de Nibelheim.

- Final Fantasy VII: Aparece solo en secuencias de flashback con un porte casi idéntico a Cloud en apariencia física excepto por su cabello negro. También es mencionado por Aeris al conocer a Cloud, al enterarse de que era Ex-SOLDADO y también por los padres de Zack en Gongaga.

- Final Fantasy VII: Advent Children: Aparece en alguna ocasiones. Al principio Cloud recuerda su voz mirando la Espada Mortal. También se oye hablar con Aeris cuando Cloud cae inconsciente. Y al final de la película se ve despidiéndose de Cloud con un leve gesto de muñeca típico de él.

- Final Fantasy VII: Advent Children Complete: Esta es la segunda versión de Advent Children solo que con mucha más calidad y la extendieron 25 minutos más. Zack aparece en Flashbacks de Cloud cuando van de camino a Midgar y en la pelea de Cloud contra Seirot Zack habla con Cloud y le pregunta que si necesita que lo ayude contra Sefirot. Cloud le contesta con un no y Zack le recuerda que él es su legado. Luego de esto Cloud acaba con Sefirot con una nueva versión del Omnilátigo (Donde una de las siluetas que sostienen las espadas es muy parecida a Zack).

- Before Crisis: Final Fantasy VII: Tiene un papel secundario. Aparece como un SOLDADO de primera clase para salvar a otros dos SOLDADO que habían sido capturado y experimentado con ellos. Aunque al final los tiene que matar, porqué no los pueden curar. También aparece en el capítulo relativo a Nibelheim.

- Ehrgeiz: Es uno de los personaje que pertenece a FFVII en este juego de lucha.

- Kingdom Hearts Birth by Sleep: Aparece como personaje secundario en el coliseo del Olimpo en la historia de Hércules intentando convertirse en héroe. Cabe mencionar que en este juego Zack le pide una cita a Aqua por haber ganado el torneo y ser la nueva campeona (de modo parecido a FFVII con Aeris).